# Renshi
Renshi (japanska: 錬士) är en japansk instruktörstitel som mest används i budosammanhang. Renshi är den lägsta rangen av tre, och delas normalt ut först efter att personen nått femte dan. Två högre titlar finns – kyoshi och hanshi.
Det är brukligt att nämna titeln tillsammans med personens dangrad – renshi 5 dan, renshi 6 dan, o.s.v.